# King of Kingz
King of Kingz (auch King of KingZ) ist ein Demo-Album des Berliner Rappers Bushido. Es erschien in der ursprünglichen Version als Kassette im Jahr 2001 über das Independent-Label I Luv Money Records und wurde 2003 zuerst in einer digital überarbeiteten Version über Aggro Berlin veröffentlicht, bevor es am 25. Oktober 2004 bzw. nach Indizierung in einer anderen Version inklusive des Demotapes von 1999 am 8. August 2005 über das Label ersguterjunge veröffentlicht wurde.

## Produktion und Samples
Das Album wurde größtenteils von Bushido selbst und DJ Ilan produziert.
Der Song Mittelfingah enthält ein Sample des Liedes Mourning Palace von Dimmu Borgir. Der Track Kalter Krieg beinhaltet Elemente von Das Phantom der Oper, während bei Pitbull der Song Gathering of the Storm von Arcana gesampelt wird. Schlangen enthält ein Sample von Sweet Talkin Woman von ELO.

## Covergestaltung
| Professionelle Bewertungen | Professionelle Bewertungen |
| -------------------------- | -------------------------- |
| Kritiken                   |                            |
| Quelle                     | Bewertung                  |
| rap.de                     | [ 2 ]                      |

Das Albumcover der Originalversion zeigt Bushido mit ausgestrecktem Mittelfinger, links und rechts neben ihm strecken zwei Frauen ihre Hinterteile in die Kamera. Außerdem zeigt der rechte Teil das aufgerissene Maul eines Hundes. Am oberen Bildrand steht in roten Buchstaben Bushido (Das Bu stammt hierbei aus dem Logo der Fernsehserie Buffy – Im Bann der Dämonen) und am unteren Rand King of KingZ.
Das Cover der Version von 2004 ist in orange-weißen Farbtönen gehalten. Es zeigt Bushido, ein Mikrophon in der Hand haltend. Oben links befindet sich der Schriftzug Bushido sowie das Logo des Rappers. Im unteren Bildteil steht King of KingZ und Exclusive 2004 Edition.
Die 2005er-Version zeigt im linken Bildteil Bushido stehend und mit schwarzem T-Shirt bekleidet. Links oben steht Ersguterjunge Presentiert. Im rechten Teil stehen die Schriftzüge KOK Extended Version und Demotape Extended Version.

## Gastbeiträge
Sechs Lieder des Albums enthalten Gastbeiträge anderer Rapper. Bei Superheroez werden der unbekanntere Rapper Kam One und I-Luv-Money-Mitglied Joka (alias Jokanak, nicht zu verwechseln mit dem Rapper JokA) gefeaturet. Mittelfingah ist eine Kollabo mit Bass Sultan Hengzt und King Orgasmus One, während Schwarze Seite mit Roulette aufgenommen wurde. Bushidos Freund Fler tritt unter dem Pseudonym Frank White bei den Songs Kalter Krieg und Vack You in Erscheinung. Der Rapper D-Bo besitzt einen Part bei dem Track Mit dem Schwanz in der Hand.
Auf dem Demotape befinden sich nochmal acht Features. Hier ist der Untergrund-Rapper Vader auf den Stücken Westliche Kammer, 10 vor 12 und The Crew vertreten. Bei dem Song Neues Kapitel wird abermals Roulette gefeaturet. Der französische Rapper Fabrice ist auf dem Track Illusion zu hören und Orgasmus tritt bei West-Berlin Untergrund und Auf der Jagd in Erscheinung. Allstars ist eine Kollabo mit DMC, Fabrice und Vader.

## Titelliste
| Originalversion (2001 und 2003) | Zweite Version (2004) | Dritte Version (2005) |
| --- | --- | --- |
| 1. Intro – 1:54 2. King of Kingz – 3:03 3. Superheroez (feat. Kam One und Joka) – 2:53 (Indizierungsgrund) 4. Arschfick – 3:06 5. Ich hab euch nicht vergessen – 4:34 6. Nutte Bounce – 3:33 7. Fick Rap – 2:45 8. Mittelfingah (feat. Hengzt und Orgasmus) – 2:45 (Indizierungsgrund) 9. Schwarze Seite (feat. Roulette) – 3:51 10. Wie ein Engel – 3:27 11. Pitbull – 4:02 12. Kalter Krieg (feat. Frank White) – 2:50 13. Mit dem Schwanz in der Hand (feat. D-Bo) – 3:35 (Indizierungsgrund) 14. Hast du Mut? – 3:09 15. Vack You! (feat. Frank White) – 2:18 16. Sternenstaub (Bonustrack der Version von 2003) – 3:38 | 1. Intro – 1:54 2. King of Kingz – 3:03 3. Superheroez (feat. Kam One und Joka) – 2:53 (Indizierungsgrund) 4. Arschfick – 3:06 5. Ich hab euch nicht vergessen – 4:34 6. Nutte Bounce – 3:33 7. Fick Rap – 2:45 8. Mittelfingah (feat. Hengzt und Orgasmus) – 2:45 (Indizierungsgrund) 9. Schwarze Seite (feat. Roulette) – 3:51 10. Wie ein Engel – 3:27 11. Pitbull – 4:02 12. Kalter Krieg (feat. Frank White) – 2:50 13. Mit dem Schwanz in der Hand (feat. D-Bo) – 3:35 (Indizierungsgrund) 14. Hast du Mut? – 3:09 15. Vack You! (feat. Frank White) – 2:18 16. Sternenstaub – 3:41 17. King of Kingz (ersguterremix) – 3:39 18. Arschfick (ersguterremix) – 2:35 19. Mit dem Schwanz in der Hand (ersguterremix) – 3:57 (Indizierungsgrund) 20. Outro – 0:23 | King of Kingz 1. Intro – 1:54 2. King of Kingz – 3:03 3. Arschfick – 3:06 4. Ich hab euch nicht vergessen – 4:34 5. Nutte Bounce – 3:33 6. Fick Rap – 2:45 7. Schwarze Seite (feat. Roulette) – 3:51 8. Wie ein Engel – 3:27 9. Pitbull – 4:02 10. Kalter Krieg (feat. Frank White) – 2:50 11. Hast du Mut? – 3:09 12. Vack You! (feat. Frank White) – 2:18 13. Sternenstaub – 3:41 14. King of Kingz (ersguterremix) – 3:39 15. Arschfick (ersguterremix) – 2:35 16. Outro – 0:23 Demotape 1. Intro – 1:29 2. Schlangen – 3:30 3. Illusion (feat. Fabrice) – 5:09 4. Westliche Kammer (feat. Vader) – 5:29 5. Es tut weh – 3:21 6. Ich würde... – 4:23 7. 10 vor 12 (feat. Vader) – 3:16 8. The Crew (feat. Vader) – 4:25 9. Neues Kapitel (feat. Roulette) – 3:43 10. Sei ehrlich – 3:34 11. Allstars (feat. DMC, Fabrice & Vader) – 4:50 12. West-Berlin Untergrund (feat. Orgasmus) – 4:25 13. Auf der Jagd (feat. Orgasmus) – 4:06 14. Outro – 1:28 |

## Indizierung
Die ersten beiden Versionen des Albums wurden mit Wirkung zum 31. Mai 2005 von der Bundesprüfstelle für jugendgefährdende Medien indiziert und in Liste A (Verkauf an Minderjährige verboten) eingeordnet. Als Gründe wurden u. a. frauenverachtende und gewaltverherrlichende Inhalte in den Liedern Superheroez, Mittelfingah und Mit dem Schwanz in der Hand angegeben.

## Chartplatzierungen
Nach der Wiederveröffentlichung 2005 konnte das Album in der 34. Kalenderwoche auf Platz 55 der deutschen Charts einsteigen und belegte anschließend die Positionen 82, 87 und 79, bevor es die Top 100 verließ.